# Wojciech Jaruzelski
  Wojciech Jaruzelski  (polonès: Wojciech Witold Jaruzelski) (pronunciació en : /ˈvɔi̯t͡ɕɛx jaruˈzɛlskʲi/) (Kurów, 6 de juliol de 1923 - Varsòvia, 25 de maig de 2014) fou un militar i polític polonès que va arribar a primer ministre (1981-1985) i president (1989-1990) del seu país.

## Biografia
Jaruzelski es va allistar a l'exèrcit polonès controlat pels comunistes durant la Segona Guerra Mundial i va estudiar, després de la guerra a l'Escola d'oficials d'Infanteria i a l'Acadèmia de l'Estat Major. L'any 1947 va ingressar al Partit Comunista. El 1956 va esdevenir el general més jove del seu Estat. A partir del 1960 va dur a terme activitats militars i polítiques d'alt nivell, fins a arribar el 1968, any que és nomenat ministre de Defensa.
Jaruzelski, com a ministre de Defensa, va ordenar la repressió policíaca i militar contra les revoltes obreres i populars que van sacsejar ciutats del Bàltic com Gdańsk i Gdynia, el desembre del 1970. Temps després, l'abril del 1995, Jaruzelski va ser acusat per primera vegada de ser el responsable de la mort de 44 manifestants. En aquesta causa ja va declarar com a testimoni l'exlíder de Solidaritat (Solidarność), Lech Walesa.
El general Jaruzelski va encapçalar el Consell Militar de Salvació Nacional que va implantar la llei marcial la nit del 12 al 13 de desembre del 1981 per acabar amb el sindicat independent Solidaritat (Solidarność). Aquesta mesura d'excepció, que va despertar un rebuig unànime arreu del món i va ser, fins i tot, criticada per partits comunistes occidentals, es va estendre fins a l'any 1983. Jaruzelski sempre va al·legar en la seva defensa que va optar per la llei marcial per impedir una invasió de l'URSS, com ja havia ocorregut a Txecoslovàquia el 1968 i a Hongria el 1956.
Després de l'establiment de la llei marcial, essent cap d'Estat, es va apropar a les tesis reformistes de Mikhaïl Gorbatxov, president de la Unió Soviètica. L'últim dirigent comunista va tenir l'any 1989 un paper decisiu en la celebració de les primeres eleccions semilliures a Polònia. Un any després, el general Jaruzelski va abandonar el poder de forma voluntària. Va ser, doncs, president de Polònia del 1989 al 1990, quan va abandonar el poder i es va donar pas a la democràcia.